# Microsoft Start
Microsoft Start (anteriormente chamado Microsoft Notícias, MSN News e Bing News) é um aplicativo móvel que apresenta manchetes de notícias e artigos selecionados por editores do MSN. O aplicativo inclui seções para principais notícias, eventos regionais, eventos internacionais, política, economia, tecnologia, entretenimento, opinião, esportes, crime, além de outras histórias variadas. O aplicativo está disponível apenas para dispositivos Android e iOS; outros usuários devem utilizar a versão web.

## História
Originalmente, o Notícias incluía um feed RSS, mas esse recurso foi removido; A Microsoft atualmente permite que os usuários assinem fontes de notícias específicas. O Notícias usa o recurso de bloco dinâmico rastreável introduzido na atualização de aniversário do Windows 10. Se um usuário clicar no bloco do menu iniciar quando uma notícia específica for exibida, o usuário verá um link para essa notícia na parte superior do aplicativo quando ele for iniciado.

## Antecessor

Logo do antigo Microsoft News

Microsoft Notícias (anteriormente chamado MSN News e Bing News) é um agregador e serviço de notícias que apresenta manchetes e artigos escolhidos por editores. O aplicativo inclui seções de notícias importantes, Brasil/Portugal, mundo, política, dinheiro, tecnologia, entretenimento, opinião, esportes e crime, com outras notícias diversas. Ele permite que os usuários definam os seus próprios tópicos e fontes favoritas, recebam notificações de notícias de última hora por meio de alertas, filtrem as fontes de notícias preferidas e alterem os tamanhos das fontes para facilitar a leitura dos artigos.